# Agathosma mucronulata
Agathosma mucronulata là một loài thực vật có hoa trong họ Cửu lý hương. Loài này được Sond. mô tả khoa học đầu tiên năm 1860.